# 谷上站

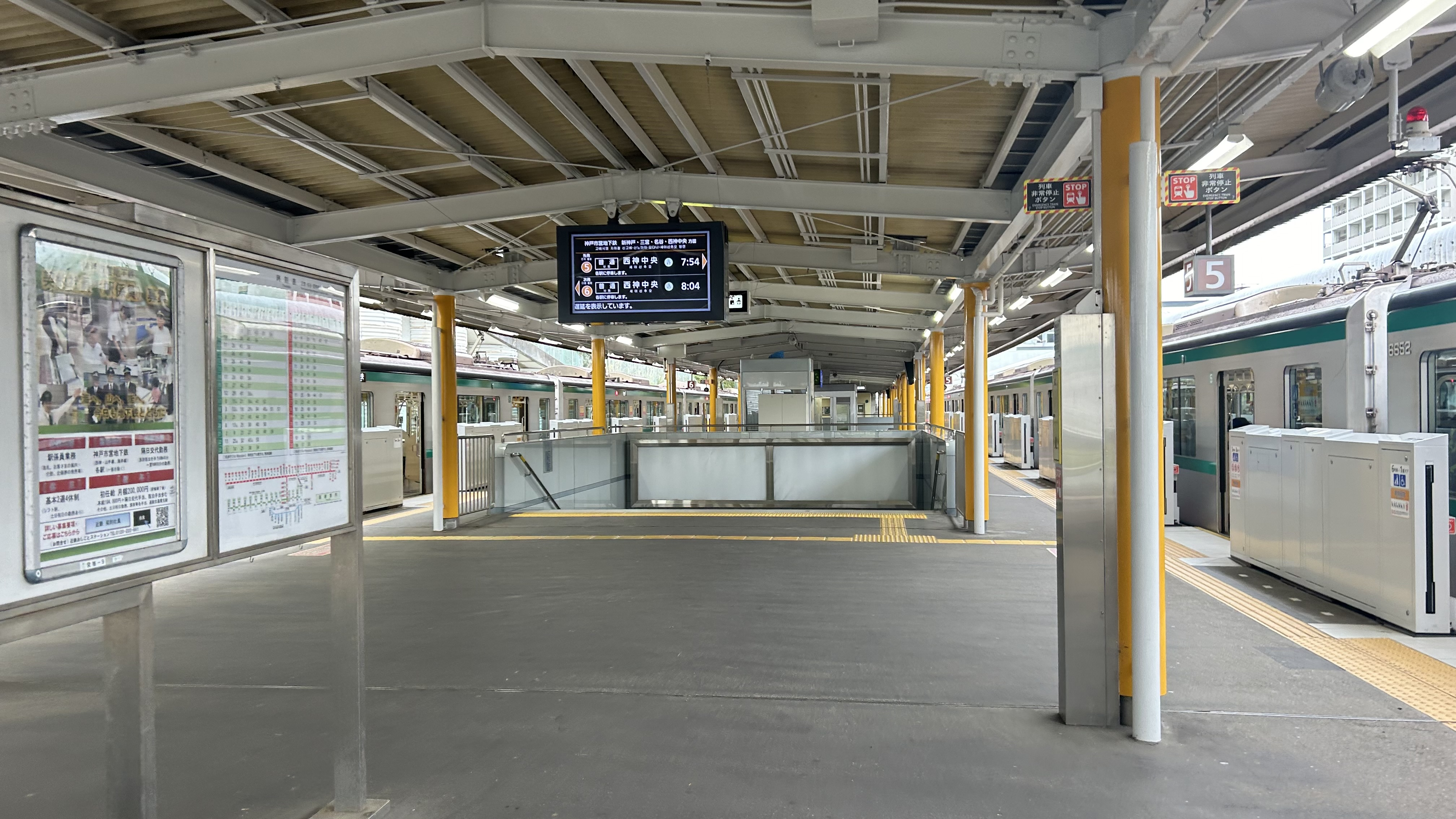
5號與6號月臺
（2024年5月）

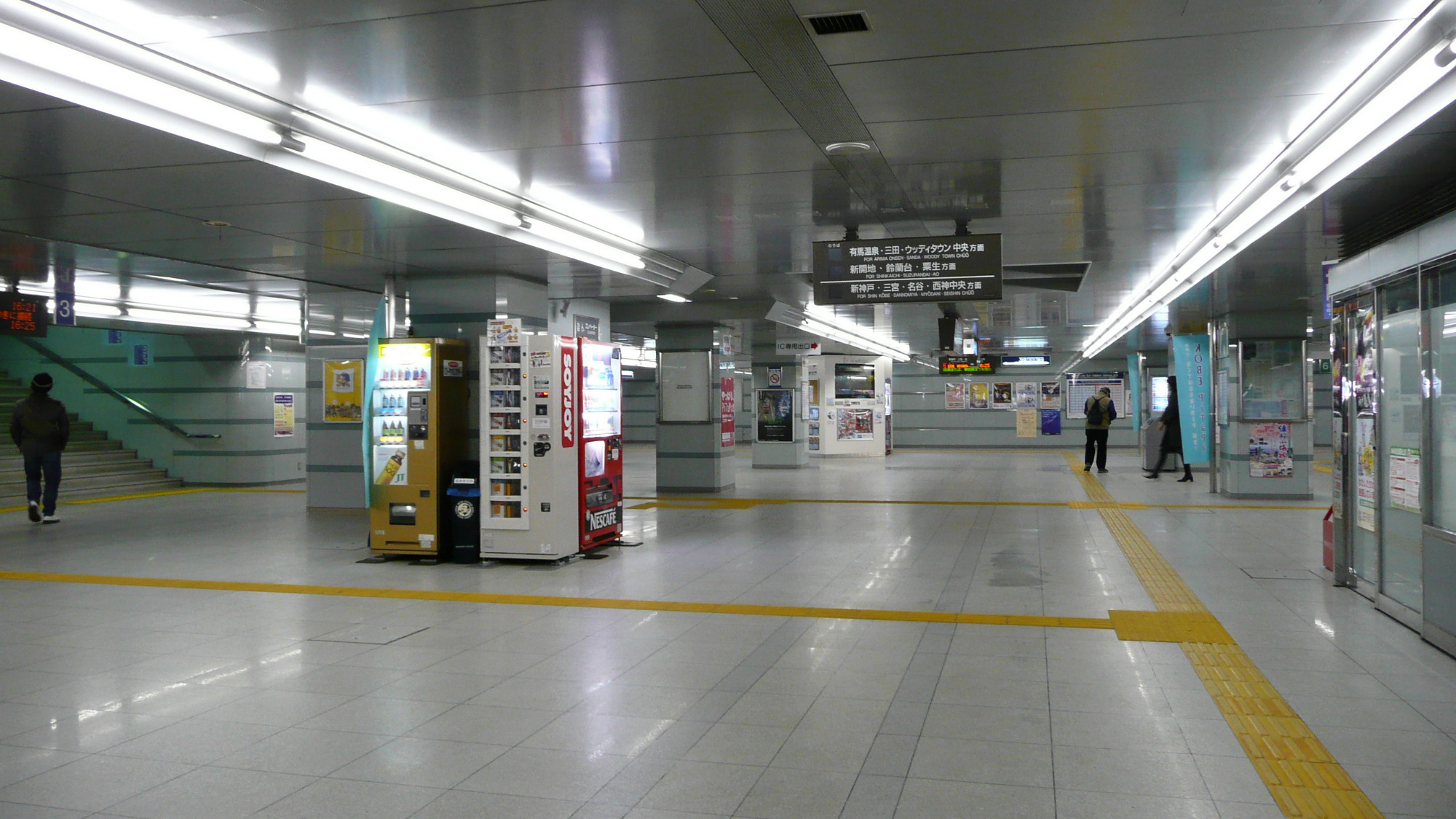
中央大廳

谷上站（日语：／ Tanigami eki */?）是一個位于日本兵库县神户市北区山田町的車站，由神戶市營地下鐵和神戶電鐵共構與共站。
車站海拔高度244m，為全日本地下鐵車站中最高的一個。
這車站過去也曾是北神急行電鐵公司的登記所在地，但由於北神急行電鐵僅有北神線一條僅兩個車站的路線，長期以來一直為過高的營運成本所困擾，因此在2019年決定將全部資產轉讓給神戶市交通局，並於2020年將北神線統合於神戶地鐵的西神·山手線內，谷上站野從此成為神戶地鐵的一部份。

## 車站构造
1樓為大堂、閘機，地上2樓為月台的高架車站。
地上2樓的月台為島式月台3面5線，北側3線為神戶電鐵有馬線、南側2線為神戶市營地下鐵的到發月台。月台有效長度為6節。有馬線通常只有4節、3節入站。

### 月台配置
| 月台 | 路線           | 目的地                                                                                         |
| ---- | -------------- | ---------------------------------------------------------------------------------------------- |
| 1、2 | 有馬線（下行） | 有馬溫泉、三田、木城中央方向 （只限平日早上及早上繁忙時間、周末假日早上使用）                  |
| 3    | 有馬線（下行） | 有馬溫泉、三田、木城中央方向 （平日日間時及晚間、周末假日早上以後的到發）                      |
| 3    | 有馬線（上行） | 新開地、鈴蘭台、粟生、小野、三木方向                                                           |
| 4    | 西神·山手線    | 新神戶、三宮、名谷、學園都市、西神中央方向                                                     |
| 5    | 西神·山手線    | 新神戶、三宮、名谷、學園都市、西神中央方向 （4號月台與共用軌道、日間時以外實施被視作兩門處理） |
| 6    | 西神·山手線    | 新神戶、三宮、名谷、學園都市、西神中央方向 （只限一部分時間帶）                                |

## 相鄰車站
神戶市交通局（神戶市營地下鐵）
 西神·山手線
谷上（S01）－新神戶（S02）
神戶電鐵
 有馬線
■特快速（只限往新開地運行）
山之街（KB08） ← 谷上（KB10） ← 岡場（KB22）
■急行
山之街（KB08）－谷上（KB10）－大池（KB12）
■準急、■普通
箕谷（KB09）－谷上（KB10）－花山（KB11）

## 外部連結
- 谷上站 （页面存档备份，存于） - 神戶市交通局
- 谷上站 （页面存档备份，存于） - 神戶電鐵